# Рехер
Рехер (њем. Reher) општина је у њемачкој савезној држави Шлезвиг-Холштајн. Једно је од 112 општинских средишта округа Штајнбург. Према процјени из 2010. у општини је живјело 755 становника. Посједује регионалну шифру (AGS) 1061091.

## Географски и демографски подаци
Рехер се налази у савезној држави Шлезвиг-Холштајн у округу Штајнбург. Општина се налази на надморској висини од 21 метра. Површина општине износи 15,3 km². У самом мјесту је, према процјени из 2010. године, живјело 755 становника. Просјечна густина становништва износи 49 становника/km².